# Georges H. Wagnière/Veröffentlichungen
Dieser Artikel stellt eine Übersicht der Veröffentlichungen des Chemikers Georges H. Wagnière dar.

## Publikationen

### Bücher
- Introduction to elementary molecular orbital theory and to semi-empirical methods. Teil I der Reihe Lecture Notes in Chemistry, Springer Verlag, 1976.
- Linear and Nonlinear Optical Properties of Molecules. Verlag Helvetica Chimica Acta/Verlag Chemie, 1993.
- On Chirality and the Universal Asymmetry – Reflections on Image and Mirror Image. VHCA – Wiley – VCH, Zürich, 2007.

### Vorlesungen und Vorträge
- Molekül und Modellvorstellung (Antrittsvorlesung an der Universität Zürich). In: Wissenschaftlicher Teil der Neuen Zürcher Zeitung, 17. Juli 1966.
- Die Bedeutung der Physik für die Entwicklung der Chemie und Molekularbiologie. Teil der Ringvorlesung „Das Problem des Fortschritts heute“, WS 1967/68; in Buchform publiziert durch Wissenschaftliche Buchgesellschaft, Darmstadt, 1969, Kapitel 7.
- Von der atomaren Ordnung zur molekularen Vielfalt. Vortragszyklus „Selbst-organisation der Materie?“ Collegium Generale Universität Bern, Verlag Peter Lang Bern, 1984.

### Beiträge und Kapitel
- Theoretical aspects of the C-NO and C-NO2 bonds. In: H. Feuer (Hrsg.): The Chemistry of the Nitro and Nitroso Group. Interscience Publishers, 1969, Chap. 1.
- mit Rudolf E. Geiger: Application of wave mechanics to the study of natural optical activity in organic molecules. In: W.C. Price et al.(Hrsg.): Wave mechanics, the first fifty years. Butterworths, London, 1973, Kapitel 18, S. 292.
- General and theoretical aspects of the carbon-halogen bond. In: Saul Patai (Hrsg.): The Chemistry of the Carbon-Halogen Bond. Teil I. John Wiley, London 1973, Kap. 1.
- mit M. Iseli, R. Geiger: Description of the chiroptic properties of small peptides by a molecular orbital method. In: Bernard Pullmann, Natan Goldblum (Hrsg.): Excited States in Organic Chemistry and Biochemistry. Reidel Publishing Co., Dordrecht, 1977, S. 137.
- Investigation of the structure and conformation of pigments bound to proteins by UV/VIS and CD measurements: The example of the bile pigments. In: W. Bartmann, G. Snatzke (Hrsg.): Structure of Complexes between Biopolymers and Low-Molecular-Weight Molecules. John Wiley & Sons, London 1982, S. 173.
- mit S.Woźniak: Electronic Spectroscopy (Theory): Nonlinear Optical Properties. In: Encyclopedia of Spectroscopy and Spectrometry. Academic Press, 1999.
- Introduction: On the interaction of light with molecules: Pathways to the theoretical interpretation of chiroptical phenomena. In: N. Berova, P. L. Polavarapu, K. Nakanishi, R. W. Woody (Hrsg.): Comprehensive Chiroptical Spectroscopy. Volume One. Part I. John Wiley & Sons, Inc., 2012, S. 3–34.

### Artikel in Fachzeitschriften
- mit Heinrich Labhart: Zur Deutung der UV-Absorptionsspektren von β,γ-ungesättigten Ketonen. In: Helv. Chim. Acta 42, 2219 (1959), doi:10.1002/hlca.19590420650
- mit Martin Gouterman: Bond alternation in cycloöctadecanonaene. In: Tetrahedron Letters 11, 22 (1960).
- mit Martin Gouterman: Dynamic aspects of bond alternation in cyclic polyenes. In: J. Chem. Phys. 36, 1188 (1962), doi:10.1063/1.1732713
- mit Martin Gouterman: A perimeter model for the magnetic properties of some non-benzenoid aromatic hydrocarbons. In: Mol. Phys. 5, 621 (1962).
- mit Martin Gouterman, L. Snyder: Spectra of porphyrins. Part II. Four orbital model. In: J. Mol. Spectroscopy 11, 108 (1963).
- mit Heinrich Labhart: On the evaluation of some dipole velocity integrals. In: J. Chem. Phys. 39, 2386 (1963).
- An attempt to predict the relative resonance stabilization of some non-benzenoid π-electron systems with the perimeter model. In: Theoret. Chim. Acta 2, 281 (1964).
- mit P. Baumgartner, E. Weltin, E. Heilbronner: Ist die Molekel Cyclohepta[def]fluoren ein Biradikal? In: Helv. Chim. Acta 48, 751 (1965).
- mit M. Jungen, Heinrich Labhart: Pariser-Parr-Pople-Rechnungen mit σ- und π-Basisorbitalen. In: Chim. Acta 4, 305 (1966).
- On the optical activity of ketones perturbed in front octants. In: J. Am. Chem. Soc. 88, 3937 (1966).
- mit Heinrich Labhart: Experimentelle und theoretische Untersuchung der angeregten Elektronenzustände einiger substituierter Benzole. In: Helv. Chim. Acta 44, 1314 (1963). Berichtigung: Helv. Chim. Acta 51, 204 (1968).
- Semiempirical calculations on triplet and doublet states. In: Theoret. Chim. Acta 9, 312 (1968).
- mit H. Blattmann, E. Heilbronner: Electronic states of perimeter 9 systems. IV: The electronic spectrum of [18] annulene. In: J. Am. Chem. Soc. 90, 4786 (1968).
- mit W. Hug: Semiempirical calculations on 2,3-homofulvene. In: Tetrahedron 25, 631 (1969).
- mit K. Seibold, Heinrich Labhart: Zur Deutung des UV-Spektrums von Pyridin-N-oxid. In: Helv. Chim. Acta 52, 789 (1969).
- mit R. Geiger: Berechnungen an Charge-Transfer-Komplexen. In: Chimia 24, 37 (1970).
- mit W. Hug: Die Berechnung der optischen Aktivität mit semiempirischen Wellenfunktionen. In: Chimia 24, 37 (1970).
- mit W. Hug: Molecular orbital calculations of rotational strengths: A study of skewed diketones. In: Theoret. chim. Acta 18, 57 (1970).
- mit W. Hug: Polarization and the sign of the long-wavelength Cotton effects in chromophores of symmetry C2. In: Tetrahedron Letters 4765 (1970).
- mit W. Hug: Die optische Aktivität von chiralen Dienen, Enonen und α-Diketonen. In: Helv. Chim. Acta 54, 633 (1971), doi:10.1002/hlca.19710540222
- On the optical activity of some aromatic systems: Hexahelicene, heptahelicene and [n,n]-vespirene. In „Aromaticity, pseudo-aromaticity, anti-aromaticity“, The Jerusalem Symposia on Quantum Chemistry and Biochemistry III. The Israel Academy of Sciences and Humanities, 1971, S. 127.
- mit W. Hug, J. Kuhn, K.J. Seibold, Heinrich Labhart: n→π*-Übergänge in Dicarbonylverbindungen. Der Einfluss der n, n- und π*, π*-Wechselwirkung. In: Helv. Chim. Acta 54,1451 (1971).
- mit J. Kuhn, W. Hug, R. Geiger: Die elektronische Struktur einfacher stickstoff- und sauerstoffhaltiger Verbindungen. In: Helv. chim. Acta 54, 2260 (1971).
- mit W. Hug: The optical activity of chromophores of symmetry C2. In: Tetra-hedron 28, 1241 (1972).
- mit W. Hug: The conformation and chirality of α-diketones. In: Helv. Chim. Acta 55, 634 (1972).
- On the electronic structure of N2H2. A possible triplet ground state in diazines. In: Theoret. Chim. Acta 31, 269 (1973).
- mit R. Geiger: The MO-theoretical description of optical properties in polymers. Selection rules due to cyclic symmetry. In: Helv. Chim. Acta 56, 2706 (1973).
- mit R. Geiger: MO-theoretische Untersuchungen zur optischen Aktivität von zyklischen Dipeptiden (Diketopiperazinen). In: Chimia 29, 21 (1975).
- mit Gideon Blauer: Über die Konformation von Bilirubin und Biliverdin im Komplex mit Serumalbumin. In: Chimia 29, 20 (1975).
- mit R. Geiger: The optical activity of the amide chromophore, I. MO-theoretical calculation of the long-wavelength optical activity of γ-lactams and of related isoelectronic molecules. In: Helv. Chim. Acta 58, 738 (1975).
- mit Gideon Blauer: Conformation of bilirubin and biliverdin in their complex with serum albumin. In: J. Am. Chem. Soc. 97, 1949 (1975), doi:10.1021/ja00840a057
- mit V. Bhujle, U.P. Wild, H. Baumann: The electronic structure of C-nitroso-compounds. In: Tetrahedron 32, 467 (1976).
- mit Gideon Blauer: Calculations of optical properties of biliverdin in various conformations. In: J. Am. Chem. Soc. 98, 7806 (1976).
- mit M. Iseli, R. Geiger, W. Gans: MO-Calculation of the optical activity of oligopeptides. I. Computational procedure andapplication to small helices. In: Helv. Chim. Acta 60, 1831 (1977).
- mit M. Iseli, R. Geiger: MO-calculation of the optical activity of oligopeptides. II. Open-chain conformations. Comparison with some cyclic systems. In: Helv. Chim. Acta 61, 171 (1978).
- mit R. Pasternak: Possible interpretation of long-wavelength spectral shifts in phytochrome Pr and Pfr forms. In: J. Am. Chem. Soc. 101, 1662 (1979).
- mit M. Iseli, J.G. Brahms, S. Brahms: Electronic properties and optical activity of oligopeptides. III. Some cyclohexapeptides with glycine, L- and D-alanine. In: Helv. Chim. Acta 62, 921 (1979).
- A theoretical analysis of two-photon magnetic circular dichroism. In: Chem. Phys. 40, 119 (1979).
- mit V. Sturzenegger, R. Buchecker: Classification of the CD spectra of carotenoids. In: Helv. Chim. Acta 63, 1074 (1980).
- A theoretical analysis of three-wave mixing in an optically active medium. In: Chem. Phys. 54, 411 (1981).
- Circular difference three-wave mixing in a static magnetic field. In: Chem. Phys. Lett. 79, 275 (1981).
- mit R. Pasternak: Semiempirical spin-orbit coupling calculations. I. Theory and method. Benzophenone as a test case. In: J. Comput. Chem. 2, 347 (1981).
- The evaluation of three-dimensional rotational averages. In: J. Chem. Phys. 76, 473 (1982).
- Optical activity of higher order in a medium of randomly oriented molecules. In: J. Chem. Phys. 77, 2786 (1982).
- mit A. Meier: The influence of a static magnetic field on the absorption coefficient of a chiral molecule. In: Chem. Phys. Lett. 93, 78 (1982).
- mit A. Meier: Difference in the absorption coefficient of enantiomers for arbitrarily polarized light in a magnetic field: A possible source of chirality in molecular evolution.  In: Experientia 39, 1090 (1983).
- G. Wagnière: The influence of a static magnetic field on the optical properties of chiral molecules. In: Zeitschrift für Naturforschung A. 39, 1984, S. 254–261 (PDF, freier Volltext).
- Magnetochiral dichroism in emission. Photoselection and the polarization of transitions. In: Chem. Phys. Lett. 110, 546 (1984).
- mit C.W. Dirk, R.J. Twieg: Preparation of organic nonlinear optical materials for second harmonic generation. In: U.S. Dep. of Commerce, National Bureau of Standards, NBS Special Publication 697, OM 85 Basic Properties of Optical Materials, 1985.
- mit C.W. Dirk, R.J. Twieg: The contribution of π electrons to second harmonic generation in organic molecules. In: J. Am. Chem. Soc. 108, 5387 (1986).
- Theoretical investigation of Kleinman symmetry in molecules. In: J. Appl. Phys. B 41, 169 (1986).
- mit A. Meier: The long-wavelength MCD of some quinones and its interpretation by semiempirical MO methods. In: Chem. Phys. 113, 287 (1987).
- Magnetochiral dichroism as a measure of parity nonconservation in an atomic system. In: Z. Phys. D 8, 229 (1988).
- mit J. Hutter: Nonlinear optical properties of organic molecules: A theoretical study with semi-empirical methods. In: J. Mol. Struct. 175, 159 (1988).
- mit J. Hutter: Theoretical considerations on second-order nonlinearities of organic molecules. In: Optical Soc. of America 1988, Technical Digest Series Vol. 9, 3 (August 1988, Troy, New York).
- mit G. Marowsky, R. Steinhoff,L.F. Chi, J. Hutter: Second-harmonic generation in quinquethienyl monolayers. In: Phys. Rev. B 38, 6274 (1988).
- mit J. Hutter: Theoretical and computational aspects of the nonlinear-optical properties of molecules and molecular clusters. In: J. Opt. Soc. Am. B 6, 693 (1989).
- Inverse magnetochiral birefringence. G. Wagnière, Phys. Rev. A 40, 2437 (1989).
- mit J. Frei, H. Yamaguchi, J. Tsunetsugu: Investigation by MCD of the low-lying electronically excited states of some selected quinoid diones. In: J. Am. Chem. Soc. 11, 1413 (1990).
- mit M.W. Evans: Frequency-dependent electric polarization due to optical rectification: Computer simulation and semiclassical theory. In: Phys. Rev. A 42, 6732 (1990).
- mit S. Woźniak, R. Zawodny: Role of molecular symmetry in inverse magnetochiral birefringence. In: Phys. Letters A 154, 259 (1991).
- mit M.W. Evans, S.Woźniak: Molecular dynamics computer simulation of non-linear optical effects; electric polarisation due to optical rectification in a circularly polarised laser. In: Physica B 173, 357 (1991).
- mit  M.W. Evans, S. Woźniak: Generalised Langevin-Kielich functions for the optical Kerr effect in liquid water: Theory and simulation. In: Physica B 175, 412 (1991).
- mit  M.W. Evans, S. Woźniak: Optically induced static magnetization near optical resonances in molecular systems.1. Inverse Faraday effect. In: Mol. Phys. 75,81 (1992).
- mit  M.W. Evans, S. Woźniak: Optically induced static magnetization near optical resonances in molecular systems. 2. Inverse magnetochiral birefringence. In: Mol. Phys. 75, 99 (1992).
- mit  M.W. Evans, S. Woźniak: Field applied molecular dynamics (FMD) simulation of the inverse Faraday effect. In: Physica B 176, 33 (1992).
- mit  M.W. Evans, S. Woźniak: Field applied molecular dynamics (FMD) computer simulation of circular dichroism and optical rotatory dispersion. In: Physica B 179, 133 (1992).
- mit  M.W. Evans, S. Woźniak: The far-infrared molecular dynamics of circular dichroism and optical rotatory dispersion. In: Physics Letters A 171, 355 (1992).
- mit K.-E. Süsse, S. Woźniak: Chiral media for ultrafast modulation of light by light. In: Optics Commun. 100, 374 (1993).
- mit S. Woźniak: Non-resonant optical rectification in optically active liquids. In: Optics Commun. 114, 131 (1995).
- mit  R. Zawodny: On second harmonic generation by two noncollinear beams in transparent chiral liquids. In: Optics Commun. 123, 665 (1996).
- mit  R. Zawodny: Optically induced DC magnetization in a Kerr medium with dissipation. In: Proc. Int. Soc. Opt. Eng. SPIE 2800, 166 (1996).
- mit R. Zawodny, S. Woźniak: On optical rectification in chiral liquids near optical resonance. In: Optics Commun. 130, 163 (1996).
- mit R. Zawodny, S. Woźniak: On quadratic dc magnetic field-induced circular birefringence and dichroism in isotropic chiral media. In: Mol. Phys. 91, No.2, 165-172 (1997).
- mit P. Kleindienst: Interferometric detection of magnetochiral birefringence. In: Chem. Phys. Lett. 288, 89-97 (1998).
- mit  S. Woźniak: Optically induced second harmonic generation in chiral liquids. In: Optics Commun. 151, 81-85 (1998).
- mit R. Zawodny: On magnetic dipole and electric quadrupole contributions to optical rectification intransparent crystals. In: Optics Commun. 151, 160 (1998).
- The magnetochiral effect and related optical phenomena. Chem. Phys. 245, 165 (1999).
- mit N. Kalugin, P. Kleindienst: The magnetochiral birefringence in diamagnetic solutions and in uniaxial crystals. In: Chem. Phys. 248, 105 (1999).
- Lifting of magnetic degeneracy in a parity-nonconserved atom by arbitrarily polarizedlight. In: Am. J. Phys. 68, 192 (2000).
- mit H. F. Siegenthaler; L. F. Trueb: Nanochemie. In: Oberflächen/Polysurfaces 42, 16 (2001).
- mit N. G. Kalugin: Pick-up coil detection of the inverse Faraday effect in Tb-doped aluminium-boron-silicate glass. In: J. Opt. B: Quantum Semiclass. Opt. 3, S189 (2001).
- mit P. Kleindienst, P. Belser: Magnetic Circular Dichroism of the Long-Wavelength π-π* Transitions in Nitrogen-Containing Heteroconjugated Aromatic Compounds and in Selected Ruthenium Complexes. In: Helv. Chim. Acta 86, 950 (2003).
- mit V. Krstić, G. L. J. A. Rikken: Magneto-dynamics of chiral carbon nanotubes. In: Chem. Phys. Lett. 390, 25 (2004).
- mit G. L. J. A. Rikken, B. A. van Tiggelen, V. Krstić: Light induced dynamic magnetochiral anisotropy. In: Chem. Phys. Lett. 403, 298 (2005).
- On the chirality of torus curves and knots. In: J. Math. Chem.41, 27 (2007) (Online veröffentlicht 2006).
- mit Geert L. J. A. Rikken: Chirality and magnetism: Free electron on an infinite helix, NCD, MCD, and magnetochiral dichroism. In: Chem. Phys. Lett. 481, 166 (2009).
- mit Geert L. J. A. Rikken: Chirality and magnetism II: Free electron on an infinite helix, inverse Faraday effect and inverse magnetochiral effect. In: Chem. Phys. Lett. 502, 126 (2011).
- Polarization-independent magnetic control of the light phase in a chiral optical fiber. In: Optics Communications 285 (2012) 4344-4346.
- Magnetochiral control of the light phase II: Proposal for a polarization-independent phase shifter. In: Optics Communications 322 (2014) 129-130.